# Tatjana Marvin
Tatjana Marvin Derganc (* 6.10.1972), slovenska jezikoslovka.

## Življenje
Leta 1997 je diplomirala iz smeri angleški jezik in književnost. Iz jezikoslovja je doktorirala leta 2003 na Tehnološkem inštitutu Massachusettsa (MIT) z doktorsko nalogo »Topics in the Stress and Syntax of Words«.

### Zaposlitev
- 1997-1998 asistentka, Oddelek za anglistiko in amerikanistiko, Filozofska fakulteta, UL
- 2002- asistentka, Oddelek za anglistiko in amerikanistiko, Filozofska fakulteta, UL
- 2017- redna profesorica, Oddelek za primerjalno in splošno jezikoslovje, Filozofska fakulteta UL (predstojnica od 2015)

Poučevanje (na dodiplomski stopnji):
- Slovnični seminar (2. letnik, Oddelek za anglistiko in amerikanistiko)
- Angleški glagol II – vaje (2. letnik, Oddelek za anglistiko in amerikanistiko)
- Moderni angleški jezik – lektorske vaje IV(4. letnik, Oddelek za anglistiko in amerikanistiko)
- Fonetika in fonologija (1. letnik, Oddelek za primerjalno in splošno jezikoslovje)

Pedagoški nazivi:
- 1998 asistentka za področje angleškega jezika
- 2002 asistentka za področje angleškega jezika
- 2003 docentka za področje jezikoslovja